# Sara Fantini
Sara Fantini (* 16. September 1997 in Fidenza) ist eine italienische Leichtathletin, die sich auf den Hammerwurf spezialisiert hat und aktuell Inhaberin des Landesrekordes ist. 2024 wurde sie in dieser Disziplin in Rom Europameisterin.

## Sportliche Laufbahn
Erste internationale Erfahrungen sammelte Sara Fantini im Jahr 2015, als sie bei den Junioreneuropameisterschaften in Eskilstuna mit 56,14 m in der Qualifikation ausschied. Im Jahr darauf belegte sie bei den U23-Mittelmeermeisterschaften in Tunis mit einer Weite von 57,24 m den siebten Platz, wie auch bei den anschließenden U20-Weltmeisterschaften in Bydgoszcz mit 59,56 m. 2017 erreichte sie bei den U23-Europameisterschaften ebendort mit 63,38 m Rang elf und anschließend wurde sie bei der Sommer-Universiade in Neapel mit 60,82 m im Finale Zwölfte. Im Jahr darauf gewann sie bei den U23-Mittelmeermeisterschaften in Jesolo mit einem Wurf auf 61,38 m die Bronzemedaille hinter den Französinnen Audrey Ciofani und Camille Sainte-Luce. 2019 gewann sie dann bei den U23-Europameisterschaften in Gävle mit 68,35 m die Bronzemedaille hinter der Russin Sofja Palkina und Nastassja Maslawa aus Belarus. Zudem qualifizierte sie sich für die Weltmeisterschaften in Doha, bei denen sie mit 66,58 m aber nicht bis in das Finale gelangte. 2021 qualifizierte sie sich über die Weltrangliste für die Olympischen Sommerspiele in Tokio und gelangte dort mit 69,10 m im Finale auf Rang zwölf.
2022 siegte sie mit 74,86 m beim P-T-S Meeting und anschließend mit neuem Landesrekord von 75,77 m beim Meeting Madrid. Im Juli belegte sie bei den Weltmeisterschaften in Eugene mit 73,18 m im Finale den vierten Platz und anschließend gewann sie bei den Europameisterschaften in München mit 71,58 m die Bronzemedaille hinter der Rumänin Bianca Ghelber und Ewa Różańska aus Polen. 2023 wurde sie bei der 1. Liga der Team-Europameisterschaft im Rahmen der Europaspiele in Chorzów mit 73,26 m Erste und sicherte sich ligenübergreifend die Goldmedaille. Anschließend belegte sie bei den Weltmeisterschaften in Budapest mit einer Weite von 73,85 m den sechsten Platz. Bei den Europameisterschaften 2024 in Rom gelang Fantini ihr bisher größter Erfolg. Vor heimischen Publikum warf sie den Hammer auf 74,18 m (Saisonbestleistung) und kürte sich damit zur Europameisterin. Anschließend gelangte sie bei den Olympischen Sommerspielen in Paris mit 69,58 m im Finale auf Rang zwölf.
In den Jahren von 2017 bis 2024 wurde Fantini italienische Meisterin im Hammerwurf.